# Ranger 3
Ranger 3 byla bezpilotní sonda organizace NASA z USA určená k průzkumu Měsíce.
Celý projekt programu Ranger připravila Jet Propulsion Laboratory (JPL) v Pasadeně u Los Angeles.

## Start
S pomocí dvoustupňové rakety Atlas Agena B odstartovala sonda z rampy na kosmodromu Eastern Test Range na Floridě dne 26. ledna 1962. V katalogu COSPAR dostala přidělené označení 1962-001A.

## Konstrukce sondy
Váha byla 327 kg. Obsahovala mj. panely slunečních baterií, chemické baterie s výdrží na 9 hodin letu, televizní kameru se speciálním dalekohledem, výškoměr, spektrometr atd. Lunární kapsle byla vložena do dřevěného obalu z balzovníku.

## Program
Cílem tohoto letu bylo sondu vyzkoušet před vysláním dalších sond programu Ranger už na povrch Měsíce. Měla měřit na určené dráze kosmické záření, magnetická pole, dopady mikrometeoritů. Měla napravit neúspěch jak misí Pioneer z let 1958–1959, tak zejména obou předchozích sond Ranger 1 a 2, vypuštěných v předchozím roce 1961.

## Průběh letu
Start se sice vydařil, jenže raketa se sondou získala o 61 m/s vyšší než plánovanou rychlost. Rychlost rakety nebylo možné dodatečně ovlivnit a tak místo přistání pouzdra sonda proletěla po třech dnech stranou od Měsíce a pokračovala v letu dál po heliocentrické dráze 147–174 mil. km od Slunce.
Nejbližší vzdálenost od povrchu Měsíce byla 35 793 km. Celá mise byla nezdařená, protože se nepodařilo ani Měsíc vyfotografovat, ani k němu dopravit pouzdro (kouli s přístroji krytou balsou) o váze 26 kg.
V této etapě závodu o dosažení Měsíce vedl zatím SSSR s jeho programem Luna.